# Giovanni Battista Cecchi
Pour les articles homonymes, voir Cecchi.

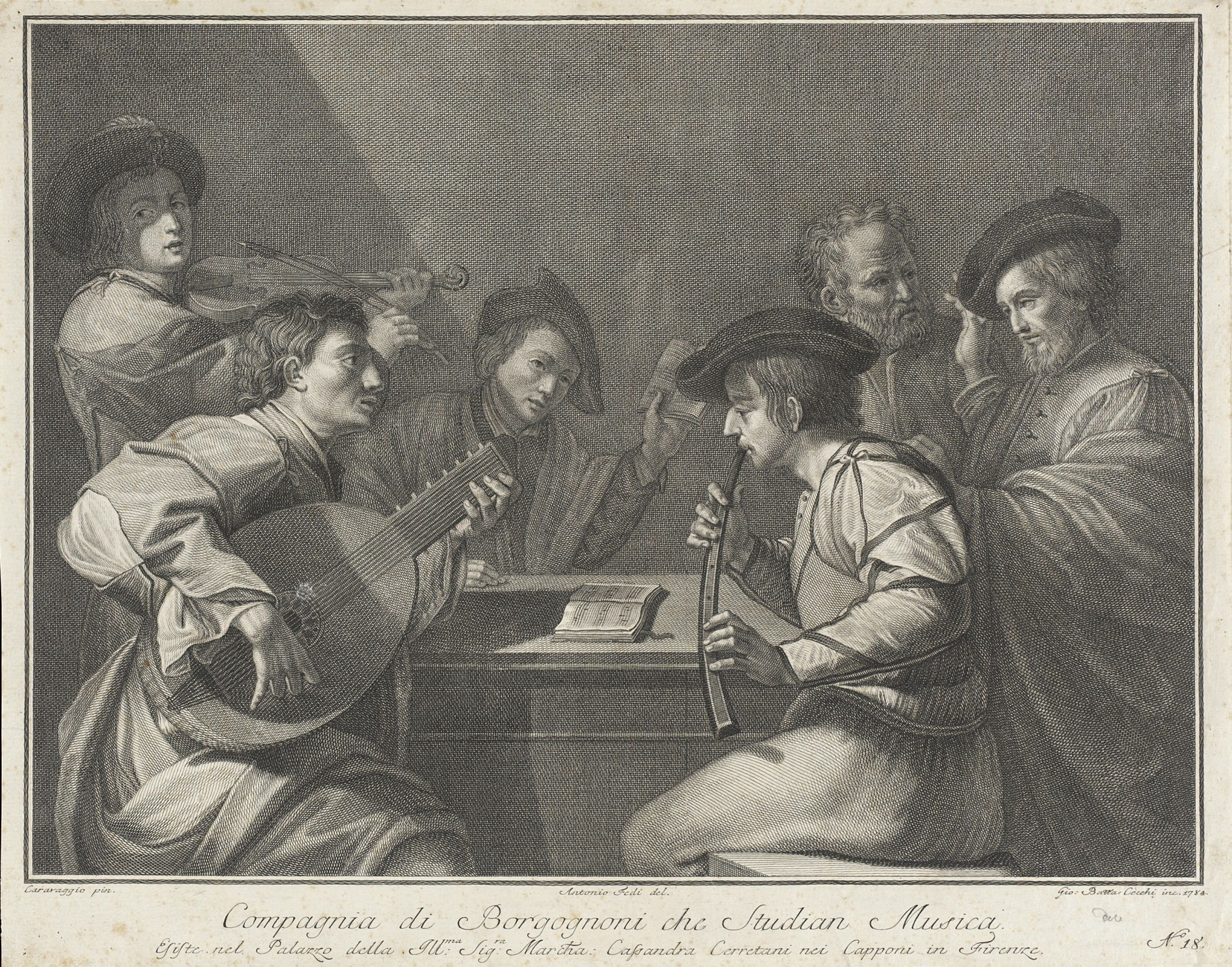
Groupe de musiciens

Giovanni Battista Cecchi, né vers 1748-1749 à Florence et mort après 1815 dans la même ville, est un graveur, principalement au burin, et marchand d'estampes.

## Biographie
Giovanni Battista Cecchi naît vers 1748-1749 à Florence. Contraint d'abandonner le métier de charpentier en raison d'une infirmité de la main droite, il s'adonne au dessin - à des fins d'étude uniquement - sous la direction de Francesco Conti, maître de la galerie grand-ducale, et se tourne vers la gravure sous la direction de Ferdinando Gregori.

## Œuvres
- Appel de Saint-André à l'apostolat, d'après Lodovico Cigoli[3]
- Martyre de saint Laurent, d'après Pierre de Cortone[3]
- Martyre de St Vitalis, d'après Federico Barocci[3]
- Lapidation de Saint Etienne, d'après Federico Barocci[3]
- Mise au tombeau du Christ, d'après Daniele da Volterra[3]
- Le complot de Cataline, d'après Salvator Rosa[3]